# ゴダード宇宙飛行センター

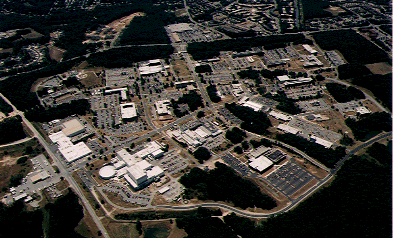
ゴダード宇宙飛行センターの航空写真

ゴダード宇宙飛行センター（ゴダードうちゅうひこうセンター、英: Goddard Space Flight Center, 略: GSFC）は、アメリカ合衆国メリーランド州グリーンベルトに位置する、NASAの衛星の管制・通信に関するフィールドセンターである。センターの名前は近代ロケット推進の父であるロバート・ゴダードに由来しており、1959年5月1日にNASAで最初の宇宙飛行センターとして設立された。

## 役割
ゴダード宇宙飛行センター(GSFC)は、ハッブル宇宙望遠鏡(HST)、エクスプローラー計画、ディスカバリー計画、地球観測システム(EOS)、INTEGRAL、SOHO、RXTE、Swiftを含む、地球、太陽系、銀河に関する、NASAの多くのミッションや国際共同ミッションを管理している。終了したミッションとしては、コンプトンガンマ線観測衛星（CGRO)、SMM、COBE、IUE、ROSATのミッションを担当していた。
一般的に、無人の地球観測ミッションと地球軌道上の観測衛星はGSFCが管理し、無人の惑星探査ミッションはジェット推進研究所(JPL)が管理している。
ゴダード宇宙飛行センターは、グリーンベルト以外に設置されている以下の3箇所の外部施設を運用している。
- ワロップス飛行施設 バージニア州ワロップス島にある世界で最も古い打上げ基地の一つ。1945年に設立。観測ロケットの打ち上げに使われている。
- ゴダード宇宙科学研究所(GISS) ニューヨークのコロンビア大学に設置されており、理論的な研究はここで行われている。
- 独立検証及び有効性確認施設(Independent Verification and Validation Facility: IV&V) 1993年にウエストバージニアに設立した施設で、NASAのミッションの安全性・信頼性・ソフトウエアの品質改善がここで行われている。

またGSFCは、ニューメキシコ州のホワイトサンズ複合施設(White Sands Complex)の管理も行なっている。ここはホワイトサンズ試験施設(White Sands Test Facility)の一部としてジョンソン宇宙センターが所有しているが、管理はGSFCが行なっている。